# Deutscher Schauspielpreis 2019
Die Verleihung des Deutschen Schauspielpreises 2019 fand am 13. September im Berliner Zoo Palast statt. Die Nominierungs-Jury bestand aus Sheri Hagen, Marcus Off, Anton Rattinger, Aglaia Szyszkowitz, Hans-Jochen Wagner, Katja Weitzenböck und Anne Weinknecht. Die Nominierungen wurden am 19. Juni 2019 im Hotel Zoo Berlin bekanntgegeben.
Erstmals verliehen wurde der Theaterpreis, der Synchronpreis Die Stimme sowie der Deutsche Fairnesspreis.

## Preisträger und Nominierte

### Schauspielerin in einer Hauptrolle
Valerie Pachner – Der Boden unter den Füßen
Susana AbdulMajid – Jibril
Judith Hofmann – Der Unschuldige

### Schauspieler in einer Hauptrolle
Rainer Bock – Atlas
Hans Löw – In My Room
Johannes Zeiler – Wackersdorf

### Schauspielerin in einer Nebenrolle
Eva Weißenborn – Gundermann
Adele Neuhauser – Brecht
Maryam Zaree – Polizeiruf 110: Tatorte

### Schauspieler in einer Nebenrolle
Golo Euler – Tatort: Unter Kriegern
Joachim Król – Polizeiruf 110: Das Gespenst der Freiheit
Martin Wuttke – Glück ist was für Weicheier

### Schauspielerin in einer komödiantischen Rolle
Ursula Werner – Der Junge muss an die frische Luft
Pia Hierzegger – Der Tatortreiniger: Currywurst
Hedi Kriegeskotte – Der Junge muss an die frische Luft

### Schauspieler in einer komödiantischen Rolle
Bjarne Mädel – Der Tatortreiniger
Uwe Ochsenknecht – Labaule & Erben
Thomas Schmauser – Der große Rudolph

### Nachwuchs
Lena Urzendowsky – Der große Rudolph
Jasper Engelhardt – Polizeiruf 110: Das Gespenst der Freiheit
Luisa-Céline Gaffron – 8 Tage
Thomas Prenn – Tatort: Damian

### Starker Auftritt
Barbara Krabbe – Der Goldene Handschuh
Eugene Boateng – Die Protokollantin
Dela Dabulamanzi – Druck
Gerhard Liebmann – M – Eine Stadt sucht einen Mörder

### Ensemble
für  Murer – Anatomie eines Prozesses, Casting Eva Roth

### Theaterpreis
für Angela Winkler

### Synchronpreis „Die Stimme“
für Christin Marquitan

### Deutscher Fairnesspreis
für Dr. Klein (Fernsehserie)

### Ehrenpreis „Lebenswerk“
für Christine Schorn

### Ehrenpreis „Inspiration“
für Helga Trüpel